# Omniture
Omniture é uma empresa norte-americana com sede em Orem, no estado de Utah que oferece ferramentas de análise de websites. A empresa também providencia serviços de otimização de site, otimização de palavras-chave, e testes multivariados automatizados. Foi fundada em 1996 por alunos da Brigham Young University.
A Omniture é uma plataforma líder em otimização de negócios online. Todos seus serviços estão centrados na Plataforma Integrada de Marketing Online™. Uma plataforma completa de Marketing Digital.
Seu grande objetivo é garantir o melhor e mais eficiente ROI para que profissionais de marketing tenham o melhor desempenho de marca no mundo digital, aliando os objetivos da empresa com o do consumidor, otimizando investimentos.
Com a Omniture é possível a integração de CRM, informações de Call Centers, PDV’s e dados de comportamento digital. Com a integração de diversos pontos de informação é fatível mensurar tendências e comportamento dos consumidores em tempo real, otimizar usabilidade, melhorar a experiência de usuários para aumentar canais de receita, oferecer conteúdo customizado para clientes entre outros.
Em 15 de Setembro de 2009, num lance inesperado, a Adobe Systems adquiriu a Omniture por 1,8 bilhões de dólares.

## Produtos
- Omniture SiteCatalyst (coletar e apresentar indicadores chave de desempenho)
- Omniture SearchCenter (gerência de palavras-chave)
- Omniture Discover (ferramenta de segmentação)
- Omniture Test&Target (otimização de site)
- Omniture Genesis (combinar dados de várias fontes em Omniture)

A finalidade do conjunto de ferramentas é entender o fluxo de visitas e otimizar o conteúdo de acordo com o seu público. Ela oferece diversas soluções para marketing digital.